# العلاقات الإثيوبية الروسية
العلاقات الإثيوبية الروسية هي العلاقات الثنائية التي تجمع بين إثيوبيا وروسيا.

## مقارنة بين البلدين
هذه مقارنة عامة ومرجعية للدولتين:
| وجه المقارنة                                              | إثيوبيا                        | روسيا                                   |
| --------------------------------------------------------- | ------------------------------ | --------------------------------------- |
| المساحة (كم2)                                             | 1.10 مليون                     | 17.08 مليون                             |
| عدد السكان (نسمة)                                         | 104.96 مليون                   | 146.80 مليون                            |
| الكثافة السكانية (ن./كم²)                                 | 95.42                          | 8.59                                    |
| العاصمة                                                   | أديس أبابا                     | موسكو                                   |
| اللغة الرسمية                                             | اللغة الأمهرية                 | اللغة الروسية                           |
| العملة                                                    | بير إثيوبي                     | روبل روسي                               |
| الناتج المحلي الإجمالي (بليون دولار)                      | 80.56 مليار                    | 1.58 تريليون                            |
| الناتج المحلي الإجمالي (تعادل القوة الشرائية) بليون دولار | 161.90 مليار                   | 3.69 تريليون                            |
| الناتج المحلي الإجمالي الاسمي للفرد دولار أمريكي          | 619                            | 9.09 ألف                                |
| الناتج المحلي الإجمالي للفرد دولار أمريكي                 | 1.50 ألف                       |                                         |
| مؤشر التنمية البشرية                                      | 0.442                          | 0.798                                   |
| رمز المكالمات الدولي                                      | +251                           | +7                                      |
| رمز الإنترنت                                              | .et                            | .ru، .рф، .рус ‏، .su                    |
| المنطقة الزمنية                                           | ت ع م+03:00، توقيت شرق أفريقيا | Magadan Time ‏، ت ع م+02:00، ت ع م+12:00 |

## مدن متوأمة
في ما يلي قائمة باتفاقيات التوأمة بين مدن إثيوبية وروسية:
- ترتبط أديس أبابا مع غي باتفاقية توأمة منذ 2004.

## منظمات دولية مشتركة
يشترك البلدان في عضوية مجموعة من المنظمات الدولية، منها:
| علم المنظمة | اسم المنظمة                        | تاريخ انضمام إثيوبيا | تاريخ انضمام روسيا |
| ----------- | ---------------------------------- | -------------------- | ------------------ |
|             | الاتحاد البريدي العالمي            | ?                    | ?                  |
|             | مؤسسة التنمية الدولية              | 11 أبريل 1961        | 16 يونيو 1992      |
|             | منظمة حظر الأسلحة الكيميائية       | ?                    | ?                  |
|             | الأمم المتحدة                      | 13 نوفمبر 1945       | 24 أكتوبر 1945     |
|             | وكالة ضمان الاستثمار متعدد الأطراف | 13 أغسطس 1991        | 29 ديسمبر 1992     |
|             | منظمة الشرطة الجنائية الدولية      | ?                    | 27 سبتمبر 1990     |
|             | مؤسسة التمويل الدولية              | 20 يوليو 1956        | 12 أبريل 1993      |
|             | البنك الدولي للإنشاء والتعمير      | 27 ديسمبر 1945       | 16 يونيو 1992      |
|             | الاتحاد الدولي للاتصالات           | 20 فبراير 1932       | 1866               |
|             | الفريق المعني برصد الأرض           | ?                    | ?                  |
|             | يونسكو                             | 1 يوليو 1955         | 21 أبريل 1954      |

## وصلات خارجية
- موقع وزارة الخارجية الإثيوبية
- موقع وزارة الخارجية الروسية